# Route nationale 711
Die Route nationale 711, kurz N 711 oder RN 711, war eine französische Nationalstraße, die von 1933 bis 1973 zwischen einer Kreuzung mit der ehemaligen Nationalstraße 20 nördlich von Bessines-sur-Gartempe und einer Kreuzung mit der ehemaligen Nationalstraße 675 nördlich von Saint-Junien verlief. Ihre Länge betrug 53,5 Kilometer.